# Pierre-Joseph Witdoeck
Pierre-Joseph Witdoeck (Petrus Josephus Witdoeck en néerlandais), né à Anvers en 1803 et mort en 1889, est un peintre et architecte belge. Il est le fils et l'élève de Franciscus Donatus Witdoeck (1766-1834) et fut également l'élève de Ferdinand de Braekeleer et de Mathieu-Ignace Van Brée.

## Biographie
Pierre-Joseph Witdoeck est issu d'une ancienne famille d'artistes originaire d'Anvers, dont sont notamment issus Jean et Jérome Witdoeck, tous deux élèves du peintre Rubens. Son père, Frans Witdoeck fut professeur d'architecture à l'académie royale d'Anvers.
En 1824, en compagnie du colonel Bernard Rottiers (nl), Witdoeck participa en qualité de dessinateur à une expédition scientifique pour le roi Guillaume Ier qui le conduisit en Algérie, en Grèce, en Égypte et en Inde. Il rentre de ce voyage en 1827 en passant par l'Italie. De ce voyage, il rapporta de nombreux dessins, principalement des vues d'architectures et d'antiquités grecques, qui furent publiés par le colonel Rottiers en 1830.
Il enseigna l'architecture, la peinture et le dessin au collège des Jésuites à Brugelette, dans la province de Hainaut. Ensuite, il assuma quelque temps la fonction d'architecte de la ville de Turnhout, où il fonda et dirigea également l'académie de dessin.
Il s'est marié avec Marie-Antoinette van Haesendonck qui lui a donné douze enfants, dont plusieurs devinrent peintres :
- Eulalie Witdoeck
- Flore Witdoeck, artiste-peintre.
- Hyppolite Witdoeck
- Clémentine Witdoeck
- Eugène-Ludovic Witdoeck
- Engène-Zigobert Witdoeck
- Léon Witdoeck
- Théophil Witdoeck
- Aloys Witdoeck
- Juliana Witdoeck
- Victor Witdoeck, artiste-peintre.
- Marie-Thérèse Witdoeck, épouse colonel Léon de Braconnier

## Œuvre

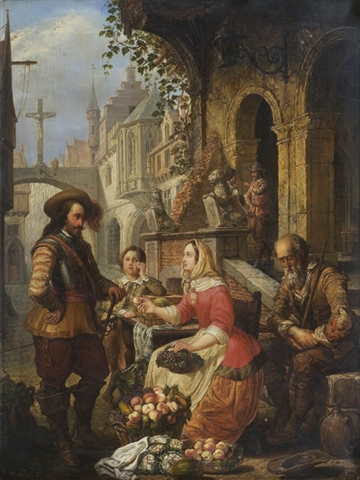
La marchande de légumes, 1854.

Pierre-Joseph Witdoeck appartient au mouvement romantique et à l'école historique. Dans son œuvre, il manifeste un intérêt particulier pour les sujets religieux et historiques. Nombre de ses tableaux représentent des événements de la liturgie biblique ou des scènes évoquant l'histoire des Pays-Bas espagnols.
On peut notamment admirer certaines de ses œuvres au Broelmuseum de Courtrai.
L'église Sainte-Catherine de Lille abrite également un tableau de Witdoeck intitulé La Cène et réalisé en 1843. Il s'agit d'une toile intégrée à l'autel du Sacré Cœur. Le Christ y est placé au centre de la composition. Il est surmonté de la colombe du Saint-Esprit et de Dieu le Père entouré d'une nuée d'anges. La Trinité est baignée de lumière tandis que l'apôtre saint Pierre, en retrait de la scène principale, est placé dans l'ombre.

## Liens externers
- Ressources relatives aux beaux-arts :   - Artists of the World Online
  - Bénézit
  - Dictionnaire des peintres belges
  - RKDartists
- Notice dans un dictionnaire ou une encyclopédie généraliste :   - Biografisch Portaal van Nederland
- Artnet